# Jeune Orchestre de l'Université de Valladolid
La Jeune Orchestre de l'Université de Valladolid (en espagnol: Joven Orquesta de la Universidad de Valladolid: JOUVa) est un orchestre composé et géré majoritairement par des élèves de l'Université. Actuellement (2010), et depuis sa création en 1998 il a comme directeur artistique et musical à Francisco Lara Tejero.
Depuis sa fondation, il a réalisé des concerts dans la plupart de la géographie espagnole, et visité de nombreux pays européens, notamment en réalisant des échanges avec d'autres orchestres jeunes (Italie, Belgique, France…).

## Histoire
La Joven Orquesta de la Universidad de Valladolid fut créée début 1998, réalisant sa présentation officielle cette même année pour clore l'année universitaire, sous la direction de Francisco Lara.
De 1999 à 2001 elle a participé dans des Cours et Festivals tels que II Jornadas de Música de Barbastro ou le Festival Joven de Música Clásica de Segovia, organisé par l'Université de Valladolid et la Fondation Don Juan de Borbón. Ceci lui permit de travailler avec des professeurs appartenant à des orchestres britanniques de la plus haute qualité tels que l'Orchestre symphonique de la BBC, l'Orchestre philharmonique de Londres, Academy of St Martin in the Fields; et interprétant en avril 1999 la Passion selon saint Matthieu de J.S Bach.
La JOUVa a réalisé aussi des collaborations avec le Chœur de l'Université de Valladolid, dont la Messe du Couronnement de Mozart en 98-99 ou l'opéra Orfeo ed Euridice en mai 2004. Un autre projet original fut la mise en scène de l'Histoire du soldat de Stravinsky, en collaboration avec le Groupe de Théâtre de l'Université (Gente de Teatro de la Universidad de Valladolid).
En décembre 2000, la JOUVa voyage dans la ville néerlandaise d'Utrecht comme un échange avec l'orchestre universitaire de cette ville Utrechtsch Studenten. En Espagne, l'orchestre a joué aussi à Madrid, Palencia, Segovia, Soria et aussi Oporto, au Portugal. À Saragosse, elle a participé au Festival d'orchestres universitaires organisé par l'Université de Zaragoza et Juventudes Musicales. En avril 2005, avec un répertoire contemporain avec des pièces de Arranz, Stravinsky, Hanns Eisler et Olivier Messiaen, elle offre deux concerts à Minori et Cava de' Tirreni à Salerno (Italie), étant reçu par l'Association Musicampus de l'Université de Salerne. En décembre 2007, il voyage à la ville belge de Louvain accueilli par l'Orchestre Universitaire de la ville, offrant plusieurs concerts (dont un à Gant).
Continuant avec sa tradition d'échanges avec d'autres orchestres européennes, l'orchestre visite en 2008 la ville de Strasbourg avec un répertoire de musique contemporaine avec des pièces de Milhaud (Le bœuf sur le Toit), Hindemith, Webern et Takemitsu.
En octobre 2008, l'orchestre fête son 10e anniversaire avec un concert à l'Auditorium Miguel Delibes, en réunissant des nombreux musiciens qui avaient appartenu à l'orchestre durant cette décennie.

## Programmation

### Concert d'inauguration de l'année scolaire
En collaboration avec le Chœur de l'Université de Valladolid, dans le Auditorio Miguel Delibes de Valladolid.

### Concerts de Noël
Depuis 2002, l'orchestre et le Banco Santander collaborent dans ce programme. La recette est destinée pour UNICEF pour aide humanitaire.

### Cycle de Musique Contemporaine
Depuis mars 1999, l'Orchestre a organisé ce cycle qui a reçu des musiciens de la taille de Ensembles Plural, Fabián Panisello, Tomás Garrido, Jesús Legido, Enrique Igoa, Marie-Anne Mairesse, Neil Crossland, Ravi Prasad, Rafael Martín Castilla, Victoria Cavia Naya, le Trio Arbós ou le Quatuor Granados.
L'orchestre a ainsi interprété des pièces de John Cage, Cassadó, Copland, Eisler, Philip Glass, Hindemith, Ives, Ligeti, Lutoslawski, Messiaen, Darius Milhaud, Montsalvatge, Poulenc, Sciarrino, Takemitsu, Villa-Lobos, Webern, etc.

### Projet Opéra
Depuis 2004, la JOUVa participe dans ce vaste projet avec l'intention de rapprocher l'opéra à tous les publics. Les opéras représentés ont été les suivantes :
- 2004 : Orfeo ed Euridice (Ch. W. Gluck).
- 2005 : L'Enlèvement au sérail (W. A. Mozart).
- 2006 : Der Freischütz (C.M. von Weber).
- 2007 : Roberto Devereux (G. Donizetti).
- 2008 : Simon Boccanegra (G. Verdi).
- 2009 : Les Pêcheurs de perles (G. Bizet).

## Vidéos de concerts
- Concert pour remise de prix à P.D.I y P.A.S 2009
- Concert pour remise de prix à P.D.I y P.A.S 2008
- Concert pour remise de prix à P.D.I y P.A.S 2007
- Concert pour remise de prix à P.D.I y P.A.S 2005
- Concert pour remise de prix à P.D.I y P.A.S 2003

- Opéra Les Pêcheurs de perles Acte I
- Opéra Les Pêcheurs de perles Acte II
- Opéra Les Pêcheurs de perles Acte III Scène I
- Opéra Les Pêcheurs de perles Acte III Scène II

- Concert d'inauguration de l'année 2009/2010